# Време чуда
Време чуда је филозофски, сатирични и историјски роман српског књижевника Борислава Пекића објављен 1965. Састоји се из два дела. Први део Време чуда сачињен је из седам приповедних целина написаних на основу библијских мотива Исусових чуда у Јудеји. У односу на библијску парадигму представљена чуда су изокренута и пародирана. Тако слепац коме је Христ повратио вид, сам себи копа очи згађен светом који види, жену излечену од лепре одбацује и заједница здравих и заједница болесних, неми просјак када проговори бива осуђен на смрт, Лазар након васкрснућа постаје несрећни инструмент борбе између Христових присталица и противника итд. Други део Време смрти састављен је из четири поглавља. У њему се великим делом сагледава јеванђељска прича из перспективе апостола Јуде, који је представљен као најстраственији поборник и прави идеолог пророчанства о спаситељу, док се Исус представља као преварант са инсистирањем да до његовог разапињања на крст, па самим тиме ни до спасења човечанства, никада није дошло.
Иако је у питању Пекићев роман првенац, Време чуда је књига изузетне уметничке зрелости и филозофске дубине, лишена било каквих почетничких недостатака. У њој су развијене основне поставке Пекићеве поетике: избрушен стил, широка ерудиција и митомахија. Под термином митомахија подразумева се једна особена борба против митова, односно беспоштедна критика и разобличавање митског виђења света. На овај начин, уз пуно хумора и дубоке емпатије према људским недостацима, имплицитно је критикован било какав вид догматског мишљења, идеја о усрећитељским пројектима (било да говоримо о хришћанству, комунизму, хуманизму или некој десетој идеологији) као и идеја о цивилизацијском прогресу, усавршавању и спасењу човека. Пекић је планирао да напише наставак романа под насловом Време речи, али ту идеју није стигао да оствари. Време чуда је преведено на енглески, пољски, мађарски, грчки, француски, румунски и украјински језик.
Филм Време чуда из 1989, за који је Пекић написао сценарио, врло је слободна адаптација овог романа.